# Emil Flohri
Emil Flohri (* 27. Oktober 1869 in Roanoke, Virginia; † 24. Dezember 1938 in Los Angeles, Kalifornien) war ein US-amerikanischer Cartoonist, Illustrator und Maler.

## Leben und Wirken

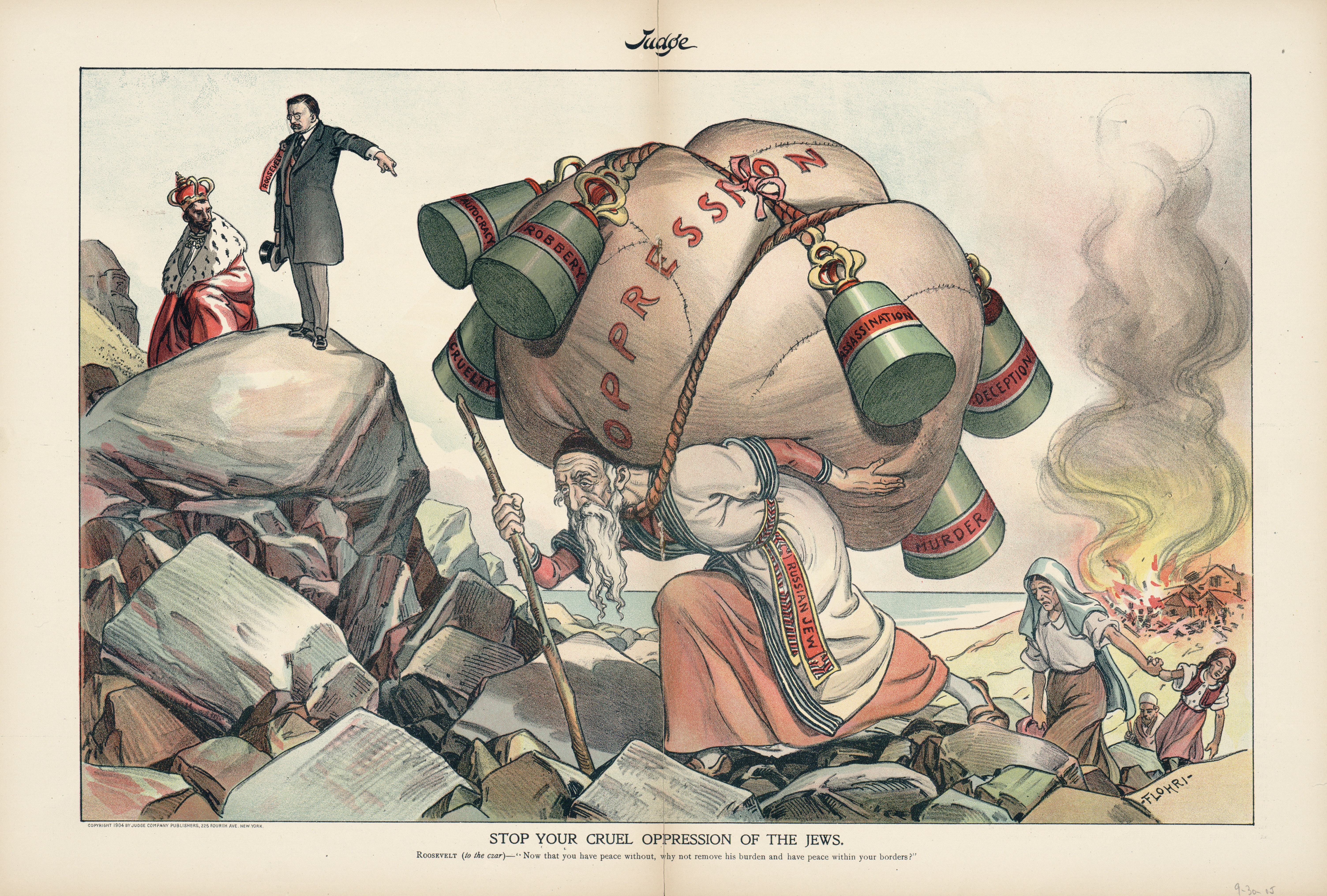
USA to Russian Tsar: Stop Your Cruel Oppression of the Jews (1904)

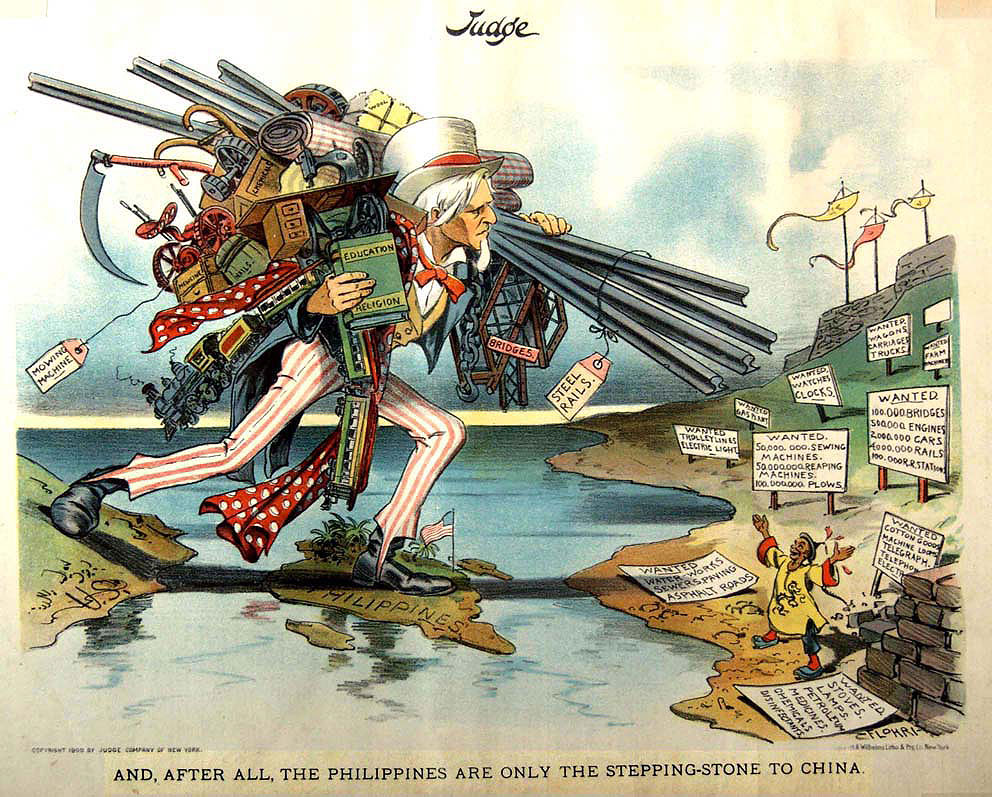
AND, AFTER ALL, THE PHILLIPPINES ARE ONLY THE STEPPING-STONE TO CHINA. (ca. 1900–1902)

Emil Flohri wurde am 27. Oktober 1869 in der Stadt Roanoke im US-Bundesstaat Virginia geboren und kam im Alter von 16 Jahren als Illustrator zum von Frank Leslie im Jahre 1855 gegründeten Magazin Frank Leslie’s Illustrated Newspaper, später auch als Leslie’s Weekly bekannt. Für das Nachrichtenmagazin arbeitete er in weiterer Folge jahrzehntelang als politischer Cartoonist und Illustrator in Washington, D.C. Ihm wird nachgesagt, dass er dem damaligen US-Präsidenten William McKinley im Jahre 1900 mit seinem Cartoon Full Dinner Pail, was gleichzeitig auch zu einem Slogan der damaligen Kampagne der Republikaner wurde, zur Wiederwahl verholfen habe. Viele Jahre veröffentlichte er seine Werke auch im Judge-Magazin. Nach über drei Jahrzehnten als politischer Cartoonist und Illustrator kam er im Jahre 1920, zwei Jahre bevor die Leslie’s Weekly eingestellt wurde, nach Los Angeles, wo er zahlreiche Porträts von Filmstars der damaligen Zeit anfertigte. In den 1930er Jahren wirkte er auch an zahlreichen Zeichentrickfilmen als Zeichner mit; 1928 war er zu den Disney-Studios gekommen. 1934 war er auch einer der Zeichner beim Musicalfilm Die Löwen von Hollywood.
Am 24. Dezember 1938 starb Flohri im Alter von 69 Jahren in seinem Haus auf der Adresse 3933 Dixie Canyon in Van Nuys, einem Stadtteil von Los Angeles. Er wurde am 27. Dezember 1938 am Forest Lawn Memorial Park in Glendale, Kalifornien, beerdigt. Der Gottesdienst fand am gleichen Tag in der St. Thomas’ Episcopal Church statt. Seine Frau Carol (geborene Schlich; 1874–1952) überlebte ihn fast auf den Tag genau um 14 Jahre, starb am 21. Dezember 1952 und wurde an seiner Seite beigesetzt. Die beiden hinterließen unter anderem die Tochter Virginia Flohri (1893–1974), die eine nicht unbedeutende Opernsängern (Sopranistin) war.

## Filme, an denen Flohri als Zeichner mitgewirkt hat (Auswahl)
- 1930: Arctic Antics (aus der Reihe Silly Symphonies)
- 1930: Frolicking Fish (aus der Reihe Silly Symphonies)
- 1930: Night (aus der Reihe Silly Symphonies)
- 1930: Winter (aus der Reihe Silly Symphonies)
- 1930: Playful Pan (aus der Reihe Silly Symphonies)
- 1931: The Birthday Party (aus der Reihe Silly Symphonies)
- 1931: Mother Goose Melodies (aus der Reihe Silly Symphonies)
- 1931: The Cat’s Out (aus der Reihe Silly Symphonies)
- 1931: Egyptian Melodies (aus der Reihe Silly Symphonies)
- 1931: The China Plate (aus der Reihe Silly Symphonies)
- 1934: Die Löwen von Hollywood (Hollywood Party)